# 대광초등학교 (서울)
대광초등학교는 대한민국 서울특별시 성북구에 있는 사립 초등학교이다.

## 학교 연혁
- 1966년 3월 1일 : 초대교장 이창로 선생 취임
- 1966년 5월 25일: 개교
- 1970년 2월 11일 : 제1회 졸업식 거행
- 1976년 9월 1일 : 제2대 교장 이도명 선생 취임
- 1986년 3월 2일 : 일본 다케도요소학교와 자매결연
- 1992년 9월 1일 : 제3대 교장 이승우 선생 취임
- 2003년 3월 1일 : 제4대 교장 홍응표 선생 취임
- 2011년 9월 1일 : 제5대 교장 김명자 선생 취임
- 2015년 3월 1일 : 제6대 교장 이영임 선생 취임
- 2016년 5월 25일 : 개교 50주년 기념예배
- 2021년 3월 1일 : 제7대 교장 이현숙 선생 취임
- 2026년 5월 25일 : 개교 60주년

## 참고 자료
- 대광초등학교 - 한국교육학술정보원 학교알리미